# Снесарев, Павел Евгеньевич
Павел Евгеньевич Снесарев (25 октября 1876, станица Камышевская, Первый Донской округ, область Войска Донского, Российская империя — 5 ноября 1954, Москва, СССР) — русский и советский учёный-медик, патологоанатом, нейроморфолог и психиатр, доктор медицины (1908), профессор (1909). Заслуженный деятель науки РСФСР (1945).

## Биография
Родился 25 октября 1876 года в станице Камышевской области Войска Донского в семье военного священника Евгения Петровича Снесарева (1838—1882) и его супруги Екатерины Ивановны, урожд. Курбатовой. В семье было восемь детей: шестеро дочерей и два сына. Женат. Супруга: Снесарева Евгения Ильдефонсовна. Дети: Георгий, Глеб. Старший брат Павла Евгеньевича — известный военный теоретик, публицист и педагог; военный географ и востоковед, действительный член Русского географического общества, генерал-лейтенант, Герой Труда А. Е. Снесарев. В 1930 году репрессирован по ложному обвинению в контрреволюционной деятельности, в 1934 году досрочно освобожден из ИТЛ как тяжело больной, реабилитирован в 1958 году. 
Окончил Новочеркасскую духовную семинарию, учился на естественно-географическом факультете Петербургского Императорского университета, затем с 1897 по 1902 год обучался в Императорской медико-хирургической академии, которую окончил с отличием, ученик академика В. М. Бехтерева. С 1902 по 1904 год на клинической работе в Клинике душевных и нервных болезней ИМХА в должности врача и одновременно работал ассистентом Психиатрической больницы святого Николая Чудотворца.  с 1904 по 1905 год в качестве военного врача был участником Русско-японской войны.
С 1906 по 1907 год находился в научной заграничной командировке в Германии, где в качестве лаборанта работал в лаборатории нейробиологического института Берлинского университета и в анатомической лаборатории Мюнхенского университета где работал под научным руководством известного немецкого психиатра и невролога Алоиса Альцгеймера. С 1907 по 1911 год работал врачом в Петербургской больнице Всех Скорбящих. 
С 1911 по 1922 год работал в должности  главного врача Костромской психиатрической больницы. С 1922 по 1931 год на научно-исследовательской работе в Московской психиатрической больницы № 1 в должности заведующего прозектурой, и одновременно с 1927 по 1934 год — зведующий отдела патологии нервной системы НИИ нервно-психической профилактики. С 1931 по 1939 год на научно-исследовательской работе в Московской психиатрической больницы имени П. Б. Ганнушкина в должности заведующего прозектурой. С 1939 по 1954 год на научно-исследовательской работе в Московском психоневрологическом институте в должности заведующего отделом морфологии и одновременно с этим работал в НИИ мозга АМН СССР в должности заведующего патогистологической лабораторией.

### Научно-педагогическая деятельность
Основная научно-педагогическая деятельность П. Е. Снесарева была связана с вопросами в области  исследований по гистопатологии центральной нервной системы при психических заболеваниях. под научным руководством П. Е. Снесарева было создано научное направление современной нейрогистологии — «о зернистостях мозга», он занимался исследованиями изменения внутренних органов и аргентофильной зернистости мозга при гипертонических болезнях.
В 1908 году он защитил диссертацию на учёную степень доктор медицины по теме: «О нервных волокнах переднего мозга лягушки», в 1909 году ему было присвоено учёное звание профессор. В 1945 году за заслуги в научной деятельности П. Е. Снесареву было присвоено почётное звание Заслуженный деятель науки РСФСР. Под руководством П. Е. Снесарева было написано более ста пятидесяти научных трудов, в том числе монографий, таких как: «О нервных волокнах переднего мозга лягушки» (1908), «Общая гистопатология мозговой травмы» (1946), «Теоретические основы патологической анатомии психических  болезней» (1950) и «Избранные труды» (1961).
Его девиз (кредо): Ищите характеристику процесса в мозгу умершего, а не занимайтесь поисками ради частных находок, коих в таком большом органе — миллион.
Отличительная черта: Талантливый организатор, преданный своему делу, блестящий клиницист, лектор и прогнозист.
Интересы, хобби: Играл на виолончели, имел хороший голос, унаследованный от его родителей.
Скончался 5 ноября 1954 года в Москве в возрасте 78 лет, похоронен на Ваганьковском кладбище.